# Seminário de Rachol

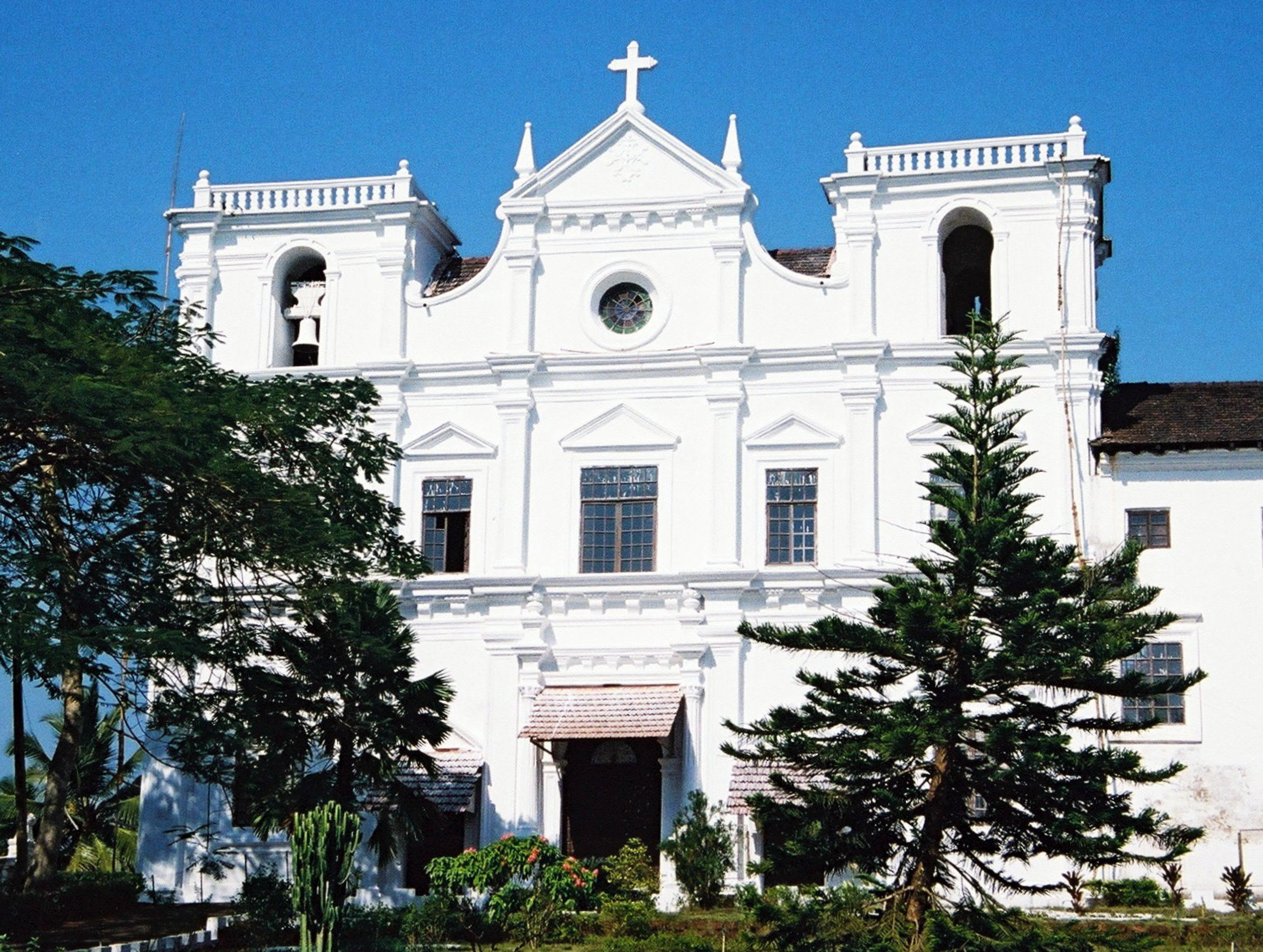
Fachada principal de Igreja de Santo Inácio de Loyola, Seminário de Rachol.

O Seminário de Rachol é uma instituição de formação religiosa, destinada a formar sacerdotes da Igreja Católica Romana sito nas margens do rio Zuari no norte do distrito de Salcete, Estado de Goa. O conjunto inclui uma igreja dedicada a Santo Inácio de Loyola, fundador da Companhia de Jesus.

## História
A região de Rachol era defendida por uma fortaleza mogol, o Forte de Rachol, que em 1520 foi conquistada pelos hindus do reino de Vijayanagar. Num acordo de defesa mútua contra as forças muçulmanas, o Forte de Rachol foi entregue poucos anos depois aos portugueses, passando a constituir a principal defesa contra o avanço das forças maratas sobre Goa. O forte foi sucessivamente reconstruído em 1604, 1684 e 1745, perdendo a partir importância.
Foi nas imediações deste forte, e sob a sua protecção, que em 1580 foi lançada a primeira pedra para a construção de seminário que seria mantido pela Companhia de Jesus. O seminário ganhou grande desenvolvimento, sendo a par do Colégio de São Paulo de Velha Goa uma das mais prestigiadas instituições da cristandade no Oriente.
O Seminário de Rachol teve uma das primeiras tipografias da Ásia e na sua escola de Teologia formaram-se alguns dos mais brilhantes sacerdotes da Índia. Também foi um das primeiras instituições académicas a dedicar-se ao estudos das línguas indianas.
Na sua tipografia foram impressas algumas das primeiras obras sobre cristianismo publicadas na Ásia. A primeira, saída em 1616, intitulava-se a Purana Cristã, um tradução do Evangelho para a língua marata.
Quando em 1762 os Jesuítas foram expulsos de Goa foram substituídos em Rachol por outra Ordem. O seminário inclui hoje uma das maiores bibliotecas em Goa.
Em colaboração com a Fundação Gulbenkian partes do seminário têm sido restauradas.